# Jiří Bradáček
Jiří Bradáček (27. června 1922 Obříství – 18. července 1984 Praha) byl český sochař a docent na Akademii výtvarných umění v Praze.

## Život
Vystudoval Státní keramickou školu v Praze v ateliéru Václava Vokálka, Uměleckoprůmyslovou školu a Akademii výtvarných umění. Žil v Duchcově, Teplicích a Roudnici nad Labem, pracoval v duchcovské porcelánce Royal Dux, pro kterou navrhoval drobné plastiky, obdobně jako František Rabel či Karel Lerch. Na počátku tvorby byl ovlivněn kubismem, sociálním civilismem Otty Gutfreunda a plastikami Emila Filly, od 60. let používal kámen. Od roku 1967 docent na Akademii výtvarných umění a vedoucí ateliéru užitého sochařství.

## Dílo
- 1956: reliéf pro budovu Báňských projektů v Teplicích
- 1957: plastika Lampářka
- 1958: porcelánové plastiky Žirafa a Televizní štáb byly vybrány do expozice keramiky a porcelánu na bruselské Expo 58
- 1962: Děvče s copem
- 1967: Plodnost, vytvořené na sympoziu v Hořicích, vrcholná tvorba
- reliéfy Chemie a Uhlí, hlavní nádraží Most
- reliéf Výstavba, na budově Hotelu Domino v Mostě
- Symbol starých Slovanů nákupního střediska Sputnik v Mostě
- 1982: Pomník kladenským hutníkům v Huťské ulici v Kladně
- volné i dekorativní plastiky pro severočeská města (Děčín, Most, Teplice, Ústí nad Labem,...)
- 1955: J. V. Stalin v Litoměřicích, spolupráce s Václavem Kyselkou
- 1956: Julius Fučík pro Bílinu, spolupráce s Václavem Kyselkou

## Žáci
- Ladislav Janouch
- Čestmír Suška
- Magdalena Jetelová
- Martin Zet
- Michal Gabriel
- Peter Nižňanský

## Galerie

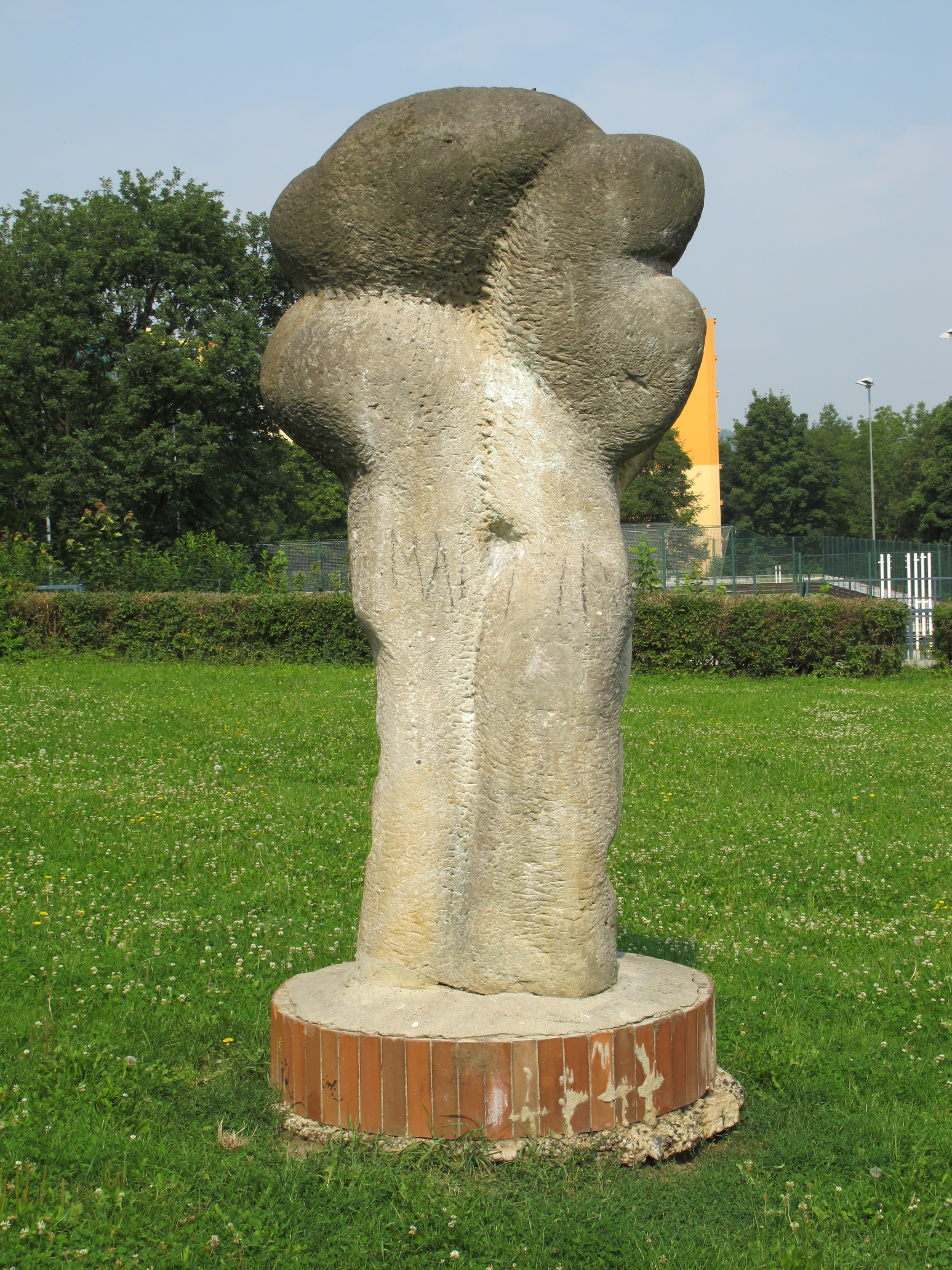
Symbol starých Slovanů v Mostě
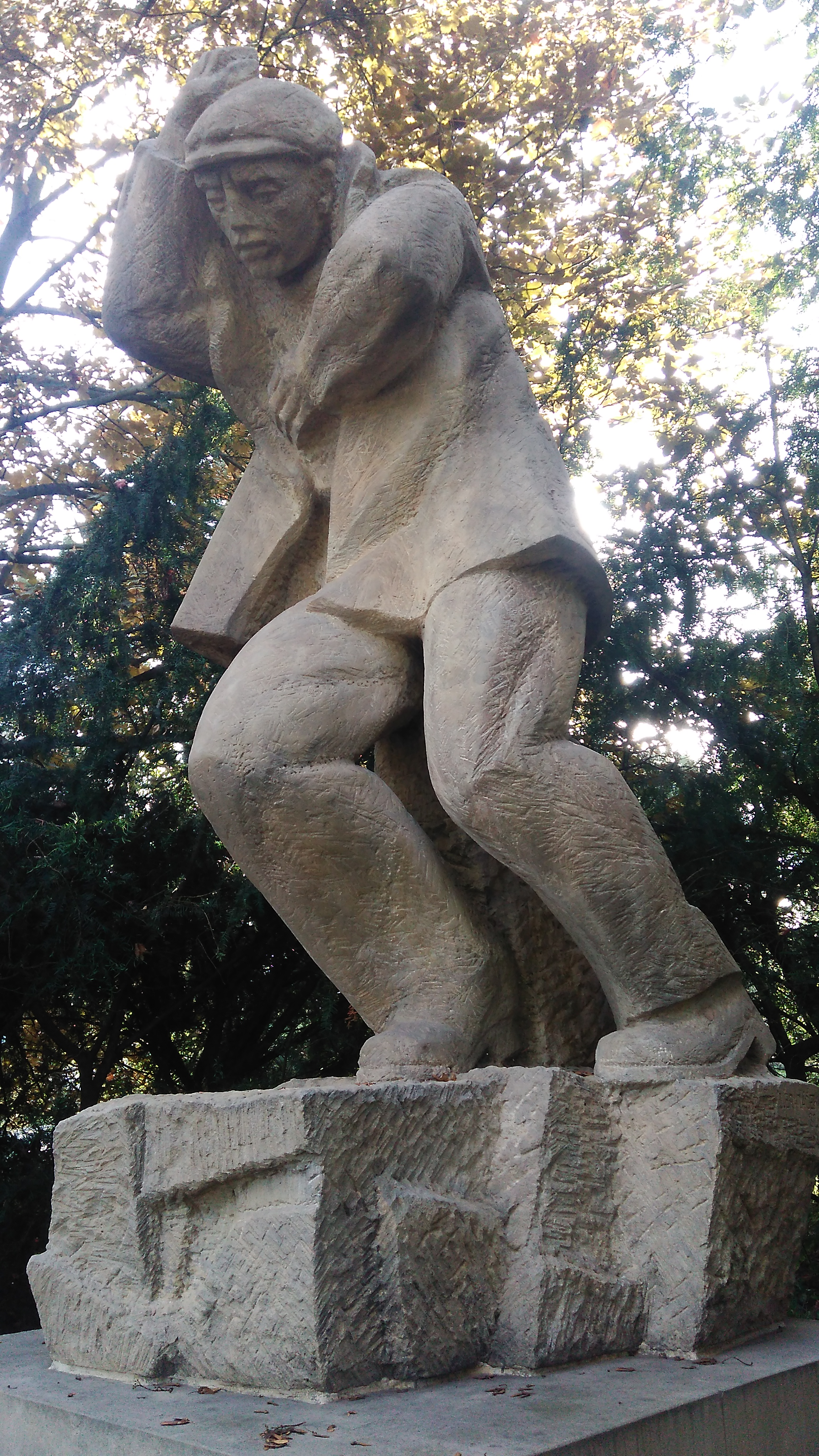
Pomník kladenským hutníkům
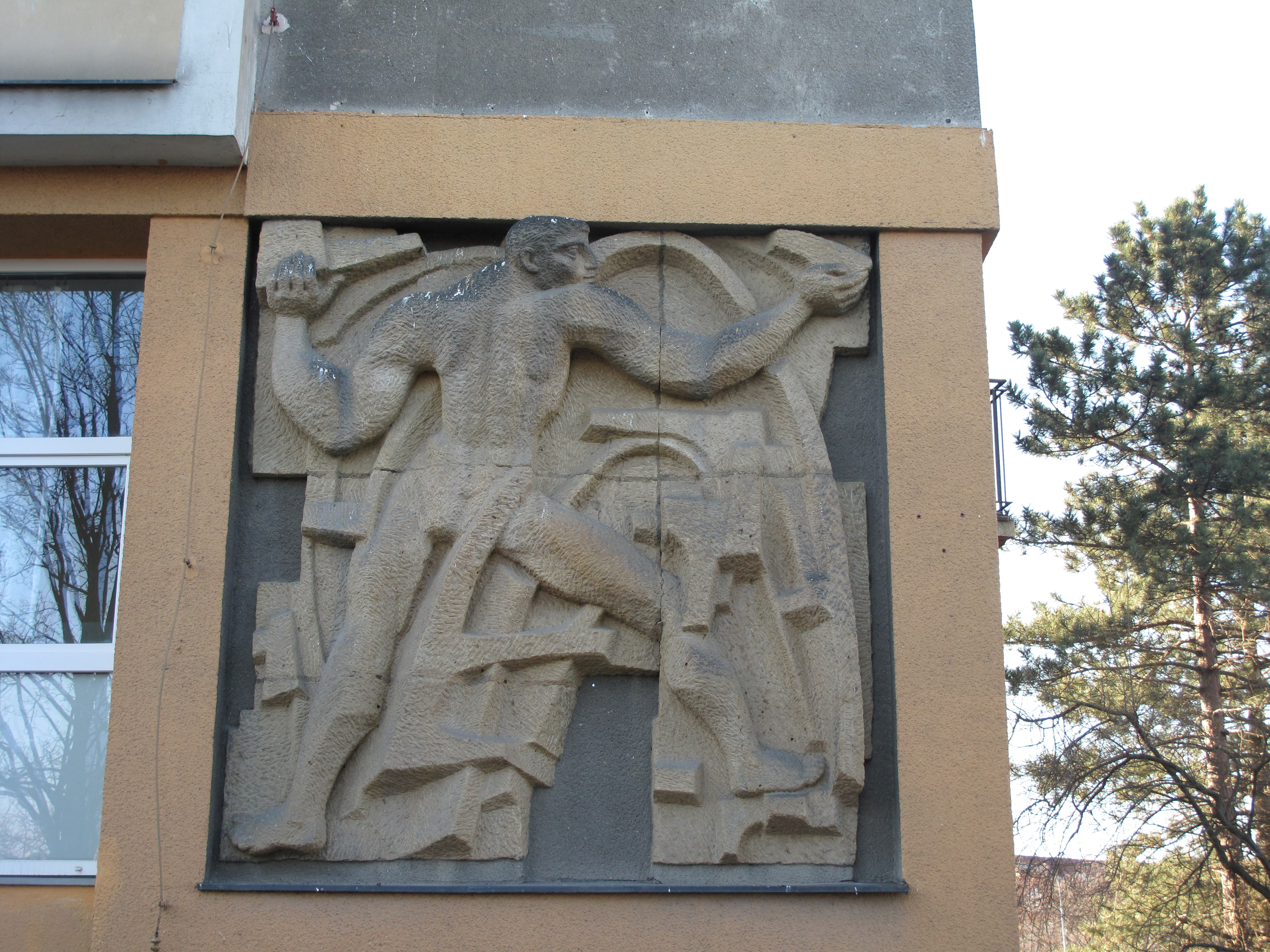
Reliéf s názvem Výstavba na budově v Mostě, 1962
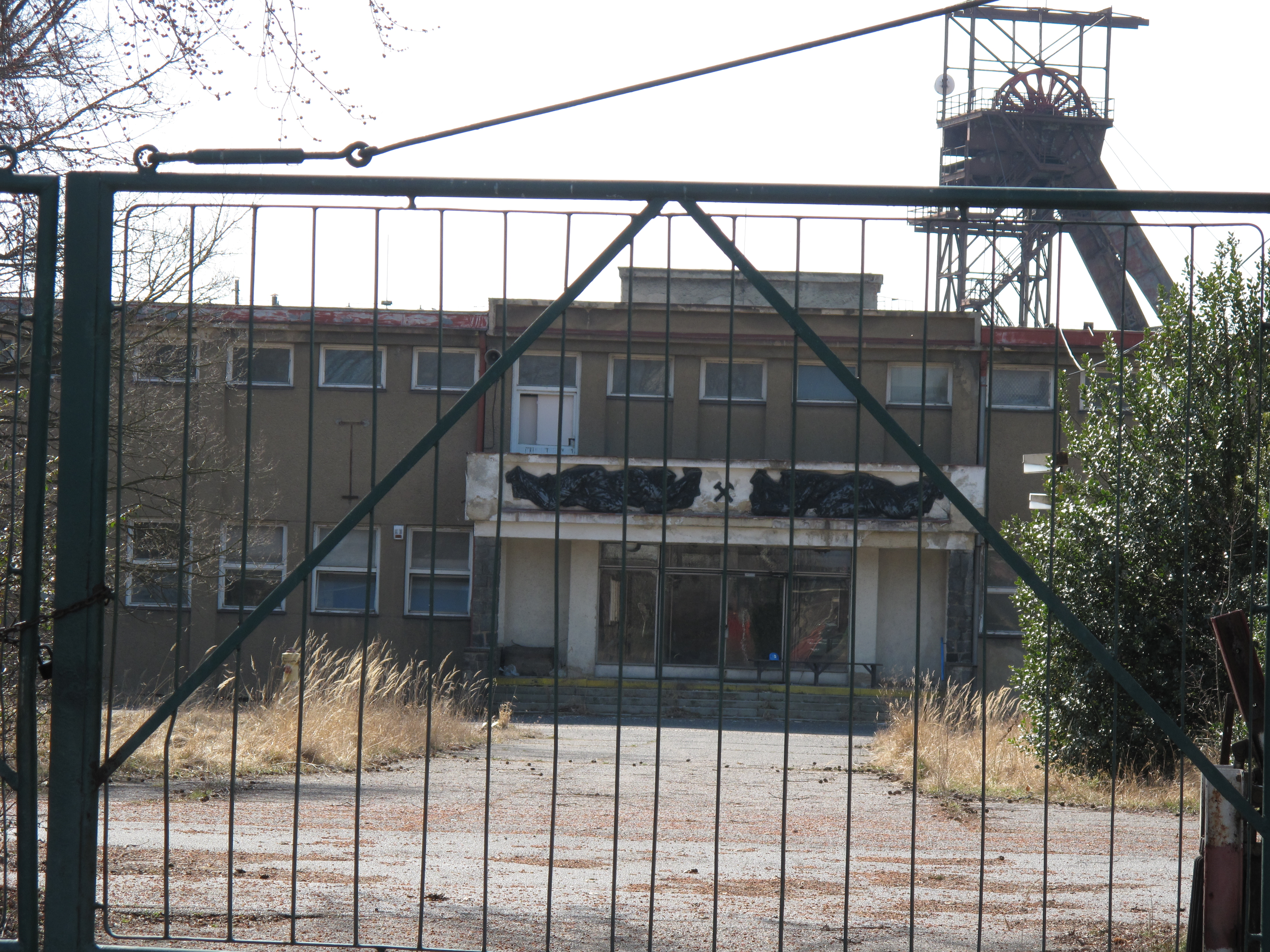
Reliéf na dole Central v Dolním Jiřetíně
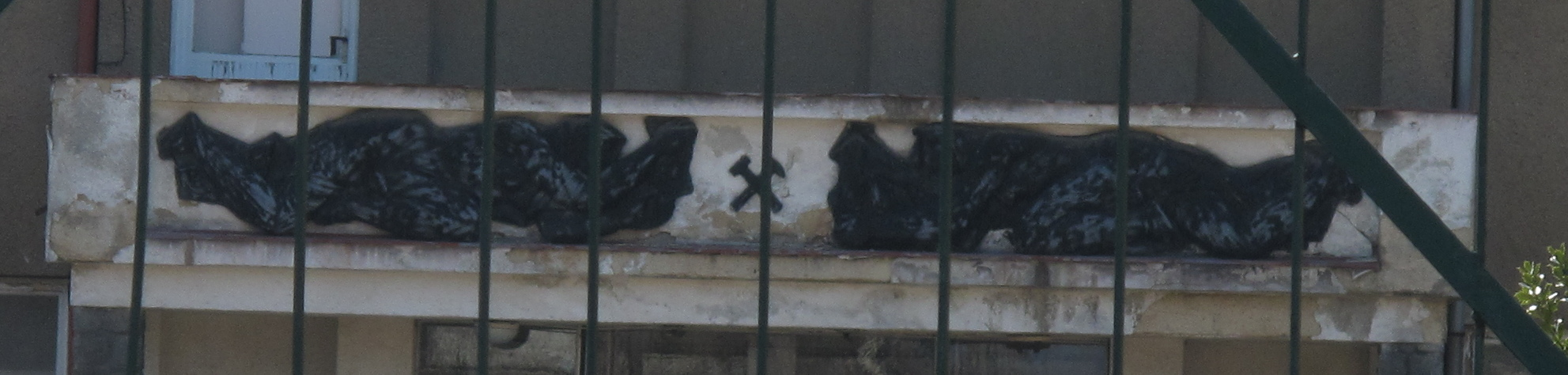
Detail
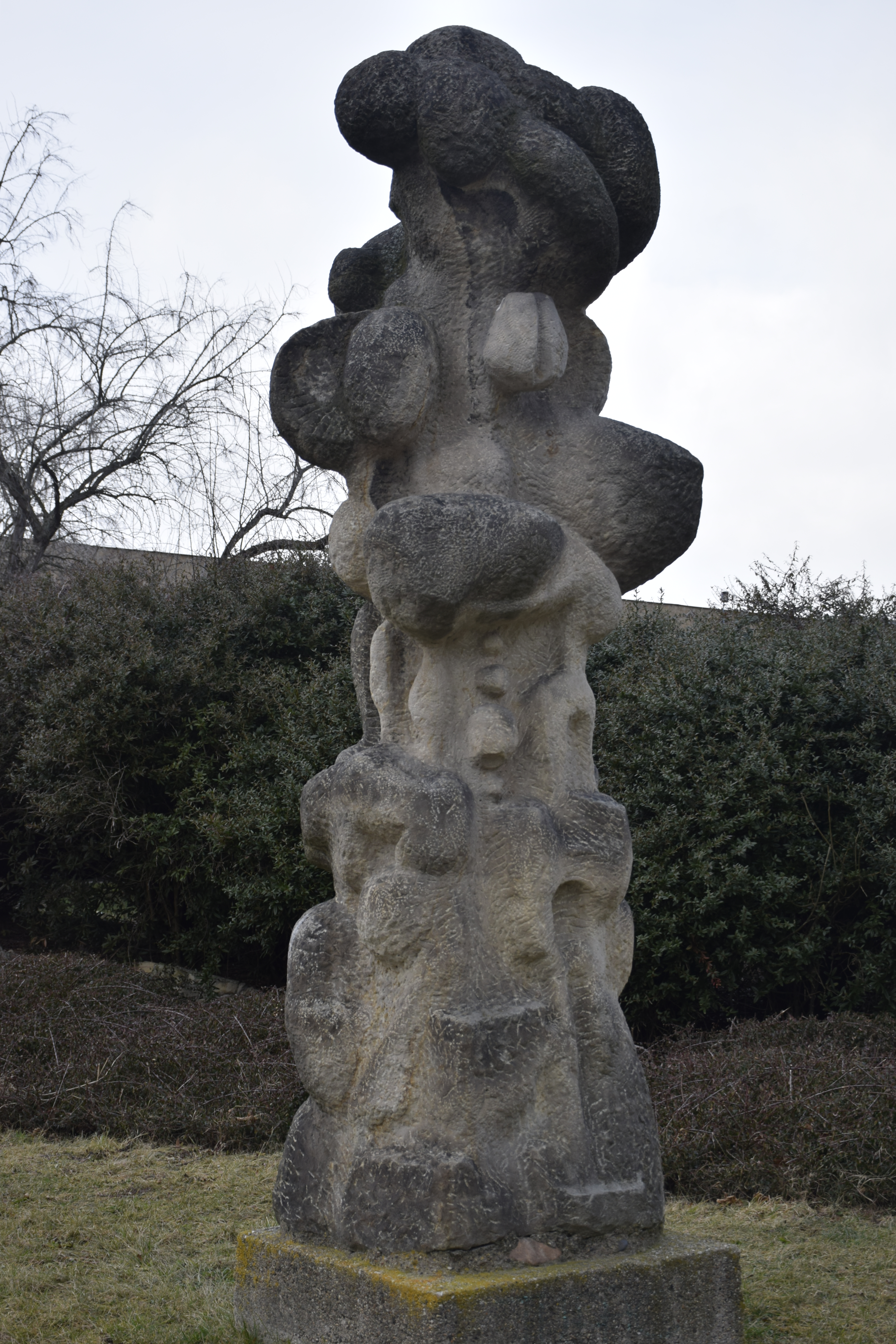
Pískovcová plastika Chmel z roku 1968, Žatec
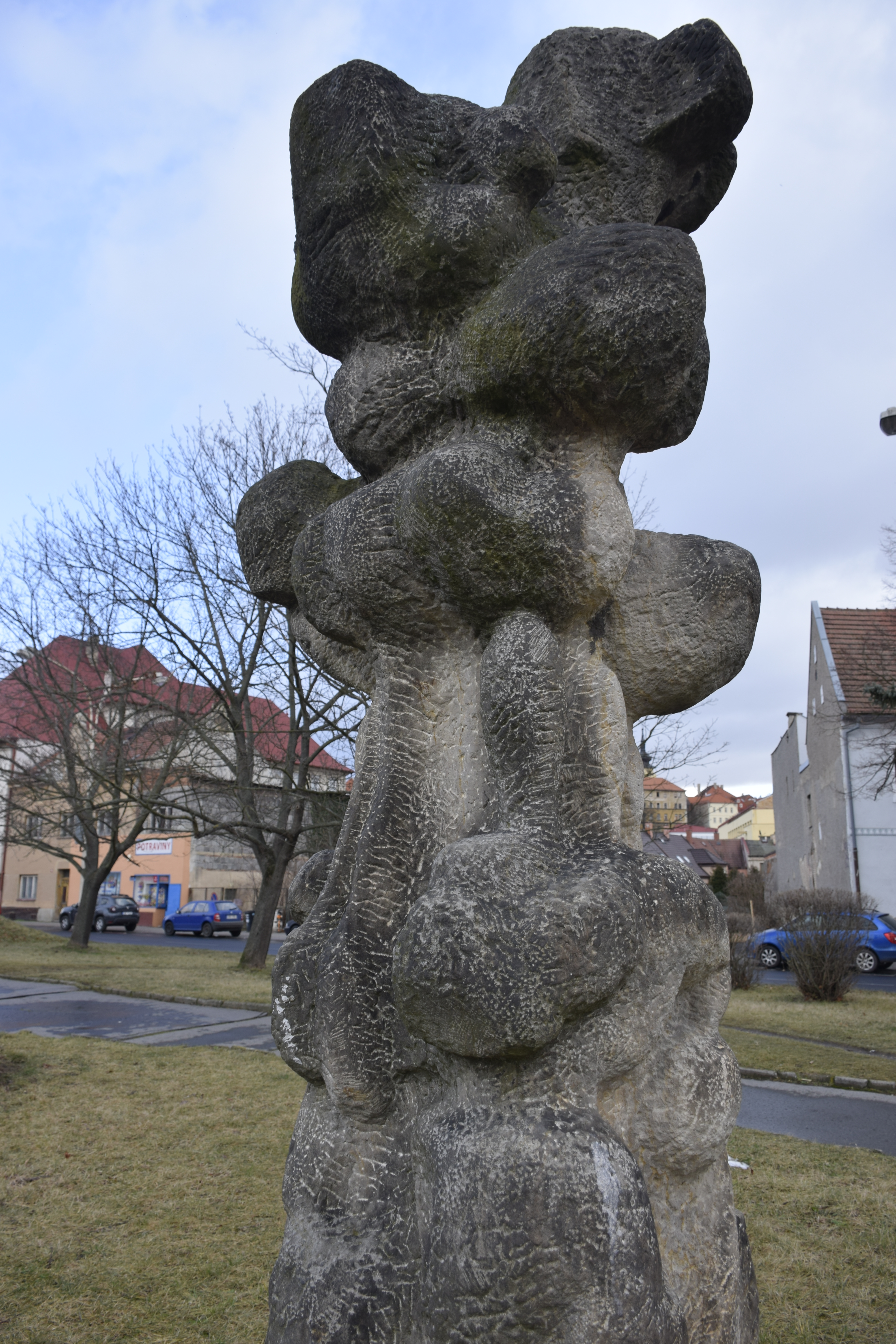
Detail